# Asociația de Fotbal a Maltei
Asociația de Fotbal a Maltei (MFA; malteză Assoċjazzjoni tal-Futbol ta' Malta) este corpul guvernator al fotbalului din Malta. S-a fondat în anul 1900.